# كريستين كوكي
كريستين كوكي (بالإنجليزية: Kirsten Cooke)‏ هي ممثلة بريطانية، ولدت في 4 أكتوبر 1952 في ساسكس في المملكة المتحدة.

## النشأة
التحقت كوكي بمدرسة هورشام الثانوية للبنات (الآن مدرسة تانبريدج هاوس)، وهي مدرسة قواعد للبنات.

## وصلات خارجية
- كريستين كوكي على موقع IMDb (الإنجليزية)
- كريستين كوكي على موقع ألو سيني (الفرنسية)
- كريستين كوكي على موقع أول موفي (الإنجليزية)
- كريستين كوكي على موقع قاعدة بيانات الفيلم (الإنجليزية)
- كريستين كوكي على موقع كينوبويسك (الروسية)